# 丘利沙伊克 (亞利桑那州)
丘利沙伊克（英語：Chiuli Shaik）是位於美國亞利桑那州皮馬縣的一個非建制地區。該地的面積和人口皆未知。

## 地理
丘利沙伊克的座標為31°49′43″N 111°38′48″W / 31.82861°N 111.64667°W，而該地的平均海拔高度為984米（即3228英尺）。